# Ледени хотел
Ледени хотел се прави у новембру у северним земљама (нпр. u Шведској и Канади), а затвара се када се почне пролјеће и топљење снега и леда.
Ледени хотел је привремени објекат направљен од снега, ледених блокова, и челичне основе. Они имају специјалне особине за путнике који су заинтересовани за новитете и необична окружења, и стога су у класи одредишних хотела. Њихови лобији су често испуњени скулптурама од леда, а храна и пиће су посебно су одабрани за околности.
Сви ледени хотели се реконструишу сваке године, и зависни су од константних ниских температура током конструкције и операције. Зидови, опрема, и намештај су израђени у целости од леда који се сече претходног пролећа, те се држе заједно помоћу супстанце познате као сник, који заузима место малтера у традиционалним од цигли изграђеним хотелима.

## Најпознатији ледени хотели
- Ледени хотел (Icehotel) у Јукасјарвију, код Кируне, Шведска; први ледени хотел.
- Ледени хител (Hôtel de Glace) у Лак-Сан-Жозефу, Квебек, Канада.